# Synagogue Kiever
La Synagogue Kiever est un sanctuaire juif de Toronto, Ontario. Il a été construit en 1927 par une petite congrégation d'immigrants juifs originaires du Gouvernement de Kiev, dans l'Empire russe. Il est situé au 25, avenue Bellevue, dans le quartier du Kensington Market à Toronto

## Histoire
La congrégation de Rodfei Sholem Anshei Kiev, aussi dite « Kiever » date de 1912. Au début, les membres de la congrégation (étant des immigrants ouvriers) n’avaient pas les moyens de construire un lieu de culte. Les services à cette époque ont eu lieu dans une maison louée sur l'avenue Centre. En 1917, le Kiever a acquis une maison au 25, avenue Bellevue, (près de Kensington Market) ; un membre de la congrégation a hypothéqué cette maison pour 6 000 $ au nom de la congrégation. Au fil des ans, la congrégation s’agrandit et a pris possession de la maison d'à côté quatre ans plus tard. En 1923, Kiever ramasse assez d’argent pour se permettre la construction d’une synagogue sur les terres occupées par ces deux maisons. Elle contacte l’architecte juif Benjamin Swartz pour construire le bâtiment actuel qui ouvre les portes après trois ans de construction. Il offre de la place pour 400 croyants, mais n’accueille en moyenne que 250 personnes par service.
La synagogue est protégée par une désignation de la partie IV de la Loi sur le patrimoine de l'Ontario depuis 1979. Selon la désignation par la Ville: "Le bâtiment en brique rouge a un caractère moyen-oriental. Les caractéristiques remarquables sont les dômes jumeaux qui montent les pavillons de chaque côté d'une façade qui comporte un parapet étendu décoratif et quatre styles différents de fenêtres cintrées. Le mobilier intérieur comprend une arche sacrée sculptée à la main, des bancs et une plate-forme de lecture, ainsi que de nombreux ornements en laiton et des décorations peintes à la main." 